# Куп пет нација 1987.
Куп пет нација 1987. (службени назив: 1987 Five Nations Championship) је било 93. издање овог најелитнијег репрезентативног рагби такмичења Старог континента. а 58. издање Купа пет нација.
Због лошег времена, турнир је завршен тек у априлу. Француска је освојила Гренд слем.

## Учесници
Напомена:
Северна Ирска и Република Ирска наступају заједно.
|   | Селекција                      | Стадион                             | Селектор    |
| - | ------------------------------ | ----------------------------------- | ----------- |
| 1 | Рагби репрезентација Француске | Парк принчева, Париз (48 718)       | Жак Фури    |
| 2 | Рагби репрезентација Енглеске  | Стадион Твикенам, Лондон (82 000)   | Мартин Грин |
| 3 | Рагби репрезентација Шкотске   | Стадион Марифилд, Единбург (67 144) | Дерик Грант |
| 4 | Рагби репрезентација Велса     | Кардиф армс парк, Кардиф (65 000)   | Тони Греј   |
| 5 | Рагби репрезентација Ирске     | Ленсдаун роуд, Даблин (48 000)      | Мајк Дојл   |

## Такмичење

### Прво коло
Француска - Велс 16-9
Ирска - Енглеска 17-0

### Друго коло
Енглеска - Француска 15-19
Шкотска - Ирска 16-12

### Треће коло
Француска - Шкотска 28-22
Велс - Енглеска 19-12

### Четврто коло
Ирска - Француска 13-19
Шкотска - Велс 21-15

### Пето коло
Велс - Ирска 11-15
Енглеска - Шкотска 21-12

## Табела
|   | Селекција                      | ИГ | Д | Н | И | ПД | ПП | ПР  | Б |  |
| - | ------------------------------ | -- | - | - | - | -- | -- | --- | - |  |
| 1 | Рагби репрезентација Француске | 4  | 4 | 0 | 0 | 82 | 59 | +23 | 8 |  |
| 2 | Рагби репрезентација Ирске     | 4  | 2 | 0 | 2 | 57 | 46 | +11 | 4 |  |
| 3 | Рагби репрезентација Шкотске   | 4  | 2 | 0 | 2 | 71 | 76 | -5  | 4 |  |
| 4 | Рагби репрезентација Велса     | 4  | 1 | 0 | 3 | 54 | 64 | -10 | 2 |  |
| 5 | Рагби репрезентација Енглеске  | 4  | 1 | 0 | 3 | 48 | 67 | -19 | 2 |  |

| Победник Купа пет нација 1987.                                   |
| ---------------------------------------------------------------- |
| Рагби репрезентација Француске 8. титула првака Европе у рагбију |

## Индивидуална стастика
Највише поена
- Филип Берот 37, Француска

Највише есеја
- Ерик Боневал 5, Француска